# 紫堂恭子
紫堂 恭子（しとう きょうこ、本名：牛島喜代子、1961年6月9日 - ）は、日本の漫画家。漫画家の牛島慶子は実の妹。

## 来歴・人物
佐賀県出身。福岡市在住。長崎大学教育学部卒業後、小・中学校の非常勤教師となるが1年半で退職。23歳でまんが家になることを決意し、アルバイトをしながら投稿を続け、1988年、26歳のときに『辺境警備』（小学館『プチフラワー』）でデビュー。
1989年からは『グラン・ローヴァ物語』（潮出版社『コミックトム』）の連載を開始。大学2年生のときに読んだトールキンの『指輪物語』に影響を受けたという、壮大なファンタジー作品として静かな人気を得て、1994年に星雲賞コミック部門を受賞。
1990年代後半は『月刊ASUKAファンタジーDX』（角川書店）で活動、2000年代に入ると『MiChao!』『ホラー&ファンタジー倶楽部』といったウェブコミックにも活動の場を広げた。

## 作品リスト

### 漫画
- 辺境警備 - 『プチフラワー』（1988年 - 1992年）、『月刊ASUKAファンタジーDX』（1996年）、全7巻
- グラン・ローヴァ物語 - 『コミックトム』（1989年 - 1993年）、全4巻
- エンジェリック・ゲーム 【未完】[要出典] - 『プチフラワー』（1992年 - 1994年）、既刊3巻
- ブルー・インフェリア - 『コミックトム』（1993年 - 1995年）、単行本書き下ろし、全4巻
- オリスルートの銀の小枝 - 『月刊ASUKAファンタジーDX』（1995年 - 1997年）、全4巻
- 癒しの葉 - 『月刊ASUKAファンタジーDX』（1997年 - 2000年）、全8巻
- 姫神町リンク 【未完】[要出典] - 『少女帝国』（2001年）、既刊2巻
- 東カール・シープホーン村 - 『コミックアイズ』（2001年）、『Asuka増刊 紫堂恭子ファンタジーワールド』（2002年）、上下巻
- 王国の鍵 - 『月刊Asuka』（2002年 - 2004年）、全6巻
- 不死鳥のタマゴ - 『月刊Asuka』（2005年 - 2006年）、全3巻
- 聖なる花嫁の反乱 - 『MiChao!』（2006年 - 2010年) →『FlexComixフレア』（2010年 - 2014年）、全10巻
- 王子の優雅な生活（仮） - 『夢幻館』（2006年 - 2009年） →『ホラー&ファンタジー倶楽部』（2009年 - 2010年）、全3巻
- イセングリムの夜警 - 『ホラー&ファンタジー倶楽部』（2011年 - 2013年） →『夢幻燈』（ハーレクイン社、2013年 - 連載中）
- 呪われた男 - 『プリンセスGOLD』（2014年 - 2015年）、全2巻
- テラ・インコグニタ - 『ミステリーボニータ』（2016年 - 2018年）、全5巻
- 逃げる少女〜ルウム復活暦1002年〜[注釈 1] - 『ミステリーボニータ』（2018年 - 2020年）、全4巻
- 虚妄の女王〜辺境警備外伝〜[注釈 2] - 『ミステリーボニータ』（2020年[5] - 2022年[6]）、全3巻
- 魔女の箱庭 - 『ミステリーボニータ』（2023年4月号[7] - 2023年12月号）、全2巻
- 辺境警備 前史〜銀のイリュージオ〜 - 『ミステリーボニータ』（2025年6月号[8] - ）

### イラスト集
- みずのたからもの - 潮出版社 1993年10月5日 ISBN 4-267-01295-4
オールカラーで4つの物語を絵本のような感じで書きおろしたイラスト集。小冊子「しとうきょうこのまんがのひみつ」付。
- 辺境警備プレミアムブック 永遠の約束 - 角川書店 1998年7月 ISBN 4-04-852954-4
『辺境警備』カラーイラスト集兼設定資料集。デビュー作である読み切り版「辺境警備」収録。
- 永遠の楽園 紫堂恭子コレクション - 角川書店 2002年3月1日 ISBN 4-04-853479-3
カラーイラスト集。未収録コミック2編を含む。

### 挿絵
- ムーン・ファイアー・ストーンシリーズ（著者 小沢淳）講談社X文庫ホワイトハート
  - 金と銀の旅
  - 銅の貴公子
  - 極彩の都
  - 月光の宝珠
  - 青い都の婚礼
- 女神の祝祭日（著者 小沢淳）講談社X文庫ホワイトハート
- 魔術師の弟子（著者 小沢淳）講談社X文庫ホワイトハート